# Simone Cavalli
Simone Cavalli (Parma, 10 gennaio 1979) è un allenatore di calcio ed ex calciatore italiano, di ruolo attaccante.

## Carriera

### Giocatore
Cresciuto nel Modena, tra il 1996 e il 1999 ha militato nella rosa della prima squadra. Tra il 1999 e il 2002 ha giocato in diversi club di Serie C1 (Montevarchi, Carrarese, Lecco). Dopo una buona stagione a Lecco, nel 2002 è stato acquistato dal Messina, in Serie B. L'esperienza con il club peloritano, però, è stata molto breve: dopo sei mesi e una sola presenza, nel gennaio 2003 è stato ceduto al Teramo, in Serie C1. Nell'estate 2003 si è trasferito al Cesena. Ha militato nel club romagnolo per due stagioni: nella prima stagione, in cui totalizzato 17 reti in 38 incontri di campionato, ha ottenuto la promozione in Serie B, mentre nella seconda stagione ha contribuito alla permanenza del club in Serie B, realizzando 13 reti in 40 presenze. Nell'estate 2005 è stato acquistato dalla Reggina, club militante in Serie A. L'esordio in massima serie è avvenuto il 28 agosto 2005, in Reggina-Roma (0-3). Ha militato nel club amaranto fino al gennaio 2006, totalizzando 13 presenze e 2 reti in campionato (di cui una al Milan allo Stadio Meazza). Nel gennaio 2006 è passato al Vicenza. Dopo una stagione e mezza con il club biancorosso, nell'agosto 2007 si è trasferito in comproprietà al Bari. Il 2 gennaio 2009 si è trasferito in prestito al Frosinone. Rientrato al Bari al termine della stagione, il 17 agosto 2009 è stato ceduto in prestito al Mantova. Il 10 agosto 2010 è passato all'Andria BAT. Il 30 dicembre 2010 ha risolto il proprio contratto con il club federiciano. Il 22 febbraio 2011 è stato ingaggiato dal Gloria Bistrița, club romeno. Nell'estate 2011 si è trasferito in prestito al Târgu Mureș. Nel gennaio 2012 è tornato in Italia, firmando un contratto con il Voghera, club militante in Serie D. Nel luglio 2012 si è trasferito al Colorno, in Eccellenza. Il 13 dicembre 2012 viene ufficializzato il trasferimento alla Savignanese. Nell'estate 2013 è passato al Castelvetro, con cui ha concluso la propria carriera da calciatore nel 2016.

### Allenatore
Tra il 2015 e il 2017 ha allenato la formazione Juniores del Castelvetro. Il 12 maggio 2017 è diventato tecnico della Vignolese. Dopo due stagioni alla Vignolese, il 30 maggio 2019 viene ufficializzato come nuovo allenatore del Fiorano. Il 28 dicembre 2019 si è dimesso. Il 27 maggio 2022 è diventato allenatore del Castellarano. Il 10 maggio 2023 è stato sollevato dall'incarico. Il 7 giugno 2023 è stato ufficializzato come nuovo tecnico del Reggiolo. Il 13 febbraio 2024 è stato esonerato.

## Controversie
Coinvolto nell'inchiesta del filone Bari-bis relativo allo scandalo del calcioscommesse, il 4 luglio 2013 ha patteggiato una squalifica di 4 mesi per omessa denuncia.

## Statistiche

### Presenze e reti nei club
| Stagione           | Squadra            | Campionato         | Campionato | Campionato | Coppe nazionali | Coppe nazionali | Coppe nazionali | Coppe continentali | Coppe continentali | Coppe continentali | Altre coppe | Altre coppe | Altre coppe | Totale | Totale | Totale |
| Stagione           | Squadra            | Comp               | Pres       | Reti       | Comp            | Pres            | Reti            | Comp               | Pres               | Reti               | Comp        | Pres        | Reti        | Pres   | Reti   |        |
| ------------------ | ------------------ | ------------------ | ---------- | ---------- | --------------- | --------------- | --------------- | ------------------ | ------------------ | ------------------ | ----------- | ----------- | ----------- | ------ | ------ | ------ |
| 1996-1997          | Modena             | C1                 | 0          | 0          | CISC            | ?               | ?               | -                  | -                  | -                  | -           | -           | -           | 0+     | 0+     |        |
| 1997-1998          | Modena             | C1                 | 4          | 0          | CISC            | ?               | ?               | -                  | -                  | -                  | -           | -           | -           | 4+     | 0+     |        |
| 1998-1999          | Modena             | C1                 | 3          | 0          | CISC            | ?               | ?               | -                  | -                  | -                  | -           | -           | -           | 3+     | 0+     |        |
| Totale Modena      | Totale Modena      | Totale Modena      | 7          | 0          |                 | ?               | ?               |                    | -                  | -                  |             | -           | -           | 7+     | 0+     |        |
| 1999-2000          | Montevarchi        | C1                 | 34+2       | 3+0        | CISC            | ?               | ?               | -                  | -                  | -                  | -           | -           | -           | 36+    | 3+     |        |
| 2000-2001          | Carrarese          | C1                 | 30+2       | 8+0        | CISC            | ?               | ?               | -                  | -                  | -                  | -           | -           | -           | 32+    | 8+     |        |
| 2001-2002          | Lecco              | C1                 | 34         | 15         | CISC            | ?               | ?               | -                  | -                  | -                  | -           | -           | -           | 34+    | 15+    |        |
| 2002-gen. 2003     | Messina            | B                  | 1          | 0          | CI              | 0               | 0               | -                  | -                  | -                  | -           | -           | -           | 1      | 0      |        |
| gen.-giu. 2003     | Teramo             | C1                 | 14+1       | 1+0        | CISC            | 0               | 0               | -                  | -                  | -                  | -           | -           | -           | 15     | 1      |        |
| 2003-2004          | Cesena             | C1                 | 34+4       | 16+1       | CI+CISC         | 1+?             | 1+?             | -                  | -                  | -                  | -           | -           | -           | 39+    | 18+    |        |
| 2004-2005          | Cesena             | B                  | 40         | 13         | CI              | 3               | 0               | -                  | -                  | -                  | -           | -           | -           | 43     | 13     |        |
| Totale Cesena      | Totale Cesena      | Totale Cesena      | 71         | 30         |                 | 4+              | 1+              |                    | -                  | -                  |             | -           | -           | 75+    | 31+    |        |
| 2005-gen. 2006     | Reggina            | A                  | 13         | 2          | CI              | 0               | 0               | -                  | -                  | -                  | -           | -           | -           | 13     | 2      |        |
| gen.-giu. 2006     | Vicenza            | B                  | 15         | 3          | CI              | 0               | 0               | -                  | -                  | -                  | -           | -           | -           | 15     | 3      |        |
| 2006-2007          | Vicenza            | B                  | 35         | 6          | CI              | 1               | 0               | -                  | -                  | -                  | -           | -           | -           | 36     | 6      |        |
| giu.-ago. 2007     | Vicenza            | B                  | 0          | 0          | CI              | 2               | 0               | -                  | -                  | -                  | -           | -           | -           | 2      | 0      |        |
| Totale Vicenza     | Totale Vicenza     | Totale Vicenza     | 50         | 9          |                 | 3               | 0               |                    | -                  | -                  |             | -           | -           | 53     | 9      |        |
| ago. 2007-2008     | Bari               | B                  | 28         | 8          | CI              | 0               | 0               | -                  | -                  | -                  | -           | -           | -           | 28     | 8      |        |
| 2008-gen. 2009     | Bari               | B                  | 9          | 1          | CI              | 0               | 0               | -                  | -                  | -                  | -           | -           | -           | 9      | 1      |        |
| Totale Bari        | Totale Bari        | Totale Bari        | 37         | 9          |                 | 0               | 0               |                    | -                  | -                  |             | -           | -           | 37     | 9      |        |
| gen.-giu. 2009     | Frosinone          | B                  | 14         | 4          | CI              | 0               | 0               | -                  | -                  | -                  | -           | -           | -           | 14     | 4      |        |
| 2009-2010          | Mantova            | B                  | 21         | 0          | CI              | 0               | 0               | -                  | -                  | -                  | -           | -           | -           | 21     | 0      |        |
| ago.-dic. 2010     | Andria BAT         | LP1                | 10         | 1          | CILP            | ?               | ?               | -                  | -                  | -                  | -           | -           | -           | 10+    | 1+     |        |
| feb.-giu. 2011     | Gloria Bistrița    | I                  | 9          | 3          | CR              | 0               | 0               | -                  | -                  | -                  | -           | -           | -           | 9      | 3      |        |
| 2011-gen. 2012     | Târgu Mureș        | I                  | 5          | 1          | CR              | 1               | 0               | -                  | -                  | -                  | -           | -           | -           | 6      | 1      |        |
| gen.-giu. 2012     | Voghera            | D                  | 11         | 0          | CISD            | ?               | ?               | -                  | -                  | -                  | -           | -           | -           | 11+    | 0+     |        |
| lug.-dic. 2012     | Colorno            | Ecc.               | ?          | ?          | -               | -               | -               | -                  | -                  | -                  | -           | -           | -           | ?      | ?      |        |
| gen.-giu. 2013     | Savignanese        | Ecc.               | ?          | ?          | -               | -               | -               | -                  | -                  | -                  | -           | -           | -           | ?      | ?      |        |
| 2013-2014          | Castelvetro        | Prom.              | ?          | ?          | -               | -               | -               | -                  | -                  | -                  | -           | -           | -           | ?      | ?      |        |
| 2014-2015          | Castelvetro        | Ecc.               | ?          | ?          | -               | -               | -               | -                  | -                  | -                  | -           | -           | -           | ?      | ?      |        |
| 2015-2016          | Castelvetro        | Ecc.               | ?          | ?          | -               | -               | -               | -                  | -                  | -                  | -           | -           | -           | ?      | ?      |        |
| Totale Castelvetro | Totale Castelvetro | Totale Castelvetro | ?          | ?          |                 | -               | -               |                    | -                  | -                  |             | -           | -           | ?      | ?      |        |
| Totale carriera    | Totale carriera    | Totale carriera    | 366+       | 86+        |                 | 8+              | 1+              |                    | -                  | -                  |             | -           | -           | 374+   | 87+    |        |

## Palmarès

### Club

#### Competizioni nazionali
- Coppa Italia Serie C: 1

Cesena: 2003-2004
- Promozione: 1

Castelvetro: 2013-2014